# Zahlungsbilanz der Schweiz
Die Zahlungsbilanz der Schweiz setzt sich aus einer grossen Zahl von Einzelpositionen zusammen. Die wichtigsten sind die Handelsbilanz (Warenaustausch mit dem Ausland), die Dienstleistungsbilanz (Dienstleistungs-Austausch), die Kapitalertragsbilanz (Aussenverkehr von Kapitalerträgen) sowie die Kapitalverkehrsbilanz (Verkehr von Finanzkapital).
Bei der Handelsbilanz weist die Schweiz zwischen 2008 und 2012 fast regelmässig zweistellige Exportüberschüsse aus. Dies im Gegensatz zu den 1990er Jahren, wo entweder nur einstellige Überschüsse oder sogar einstellige Fehlbeträge geschrieben wurden. Komfortable Überschüsse ergaben sich aber 2008 bis 12 vor allem auch bei der Dienstleistungsbilanz, die etwa den Fremdenverkehr, aber auch z. B. Bank-Dienstleistungen umfasst. Auch die Kapitalertragsbilanz schloss in der Regel komfortabel positiv, wie das auch bereits in den 1990er Jahren der Fall war.
Als Gegenposition dazu schlägt in der Periode 2008 bis 2012 vor allem die Kapitalverkehrsbilanz zu Buche: Es wurde bedeutend mehr Finanzkapital aus der Schweiz ausgeführt als in der Schweiz angelegt wurde.
Die Zahlungsbilanz-Saldi zeigen ein relativ uneinheitliches Bild, sie präsentieren sich teils positiv, teils negativ.